# علامة كوسماول
عَلَامَة كُوسْمَاوُل أو علامة كوسمول (بالإنجليزية: Kussmaul sign)‏ هي ارتفاع تَناقُضِيّ في ضَغْط الوَريدِ الوِداجِيّ عندَ الشَّهيق، أو فَشَل في الانخفاض المُلائِم لضغط الوريد الوداجيّ مع الزَّفير. يُمكن رؤيتها في بعض أشكال أمراض القلب وتُشير عادةً لمحدوديَّة مَلْء البُطين الأيمَن بسبب الخَلل الوظيفيّ للقسم الأيمَن من القلب.

## الفيزيولوجيا المرضية
ينخفض ضغط الوريد الوداجيّ اعتياديًّا مع الشَّهيق بسبب الضَّغط المُختَزَل في جوف الصَّدر المُتَوَسِّع وازدياد الحجم المتوفِّر لتوسُّع البُطين الأيمن خلال الانبِساط. توحي علامة كوسماول بوجود امتلاء عَلِيل للبُطين الأيمن بسبب المُطاوَعة الضَّعيفة لعضلة القلب أو التَّأْمور (شِغاف القلب)، يُؤدِّي هذا الامتلاء العليل إلى زيادة تدفُّق الدَّم ليعود إلى الجهاز الوَريديّ مُسبِّبًا تَمَدُّد الوريد الوِداجيّ ويُرى سريريًّا في الأوردة الوِداجيَّة الداخليَّة بحيث تُصبِح مَرئيَّة أكثر.

## الأسباب
التَّشخيص التَّفريقيّ المُرتَبِط عادةً مع علامة كوسماول هو التِهابُ التَّأمور المُضَيِّق إضافةً إلى اعْتِلاَل عَضَلَة القَلْب المُقَيِّد.
عند حدوث الدُّكاك القلبيّ، تتمَدَّد الأورِدة الوِداجيَّة وتُظهِر على نحوٍ نموذجيّ بارِزٍ نُزولَ x وغِياب النُّزول y بعكس مرضى التهاب التَّأمور المُضَيِّق (بُروز النُّزول x وy)، طالع ثالوثُ بِك.

### أسباب أخرى محتملة
- احْتِشاءُ البُطَينِ الأَيمَن - مُطاوعة بُطينيَّة ضعيفة
- فَشَلُ القَلْبِ الأيمَن

الأورام القلبيَّة
- تَضَيُّقُ الثَُّلاَثِيِّ الشُّرَف
- اعْتِلاَلُ عَضَلَةِ القَلْبِ المُقَيِّد
- الانصِمام الرِّئَوِيِّ
- الْتِهابُ التّأْمورِ المُضَيِّق[5]

## التاريخ
سُمِّيَت علامة كوسماول نسبةً إلى الطبيب الألمانيّ الَّذي كان أوَّل من وصفها أدولف كوسماول (1822-1902)، وأيضًا نُسبَ إليه وصف تنفس كوسماول.